# Christoph Breuer (Sportökonom)
Christoph Breuer (* 1971 in Ludwigshafen) ist ein deutscher Sportökonom, Sportsoziologe und Hochschullehrer.

## Leben
Breuer legte sein Abitur am Geschwister-Scholl-Gymnasium in Ludwigshafen am Rhein ab und studierte in Darmstadt Sportwissenschaft, Volkswirtschaftslehre sowie Erziehungswissenschaft. Ab 1996 war Breuer am Institut für Sportsoziologie der Deutschen Sporthochschule Köln (DSHS) als Wissenschaftlicher Mitarbeiter, dann als Assistent tätig und schloss 1999 seine Doktorarbeit sowie 2004 seine Habilitation jeweils an der DSHS ab. Im Jahr 2004 war Breuer an der Technischen Universität Chemnitz als Vertretungsprofessor für Sportsoziologie und Sportökonomie tätig, ehe er noch im selben Jahr an die DSHS zurückkehrte und am dortigen Institut für Sportökonomie und Sportmanagement eine Professorenstelle antrat. Zum 1. Mai 2006 wurde er darüber hinaus Forschungsprofessor am Deutschen Institut für Wirtschaftsforschung in Berlin.
Breuer befasst sich in seiner Forschungstätigkeit unter anderem mit den Themengebieten Sportentwicklung und beleuchtet dabei die Lage der Sportvereine. Des Weiteren beschäftigt er sich mit der Athletenförderung in Deutschland, der Steuerbarkeit von Sportregionen, der gesellschaftlichen Relevanz des Spitzensports in Deutschland, dem System der Sozialen Arbeit im organisierten Sport, Fragen des Trendsports, der Finanzierung von Sportstätten, mit dem sportlichen Engagement im Lebenslauf, dem Hochschulsport, ehrenamtlichen Tätigkeiten im Verein sowie dem Management in Sportorganisationen. 2005 brachte er gemeinsam mit Ansgar Thiel in erster Auflage das „Handbuch Sportmanagement“ heraus.